# Angelo Iorio
Angelo Iorio (Genova, 26 agosto 1982) è un ex calciatore italiano, di ruolo difensore.

## Caratteristiche tecniche
Difensore centrale, forte fisicamente.

## Carriera

### Club

#### Inizi
Cresce calcisticamente nelle giovanili del Genoa.
Esordisce in Serie B l'11 giugno 2000 in Napoli-Genoa (1-3), subentrando al 38' della ripresa a Massimiliano Tangorra.
Resta con i liguri altre due stagioni, prima di passare in prestito alla Cremonese, in Serie C2.
Esordisce con i lombardi alla prima giornata di campionato, in Cremonese-Pro Vercelli (0-0). Realizza la sua prima rete da professionista il 1º dicembre 2002 contro la Pro Sesto (1-1). Chiude la stagione con 21 presenze e 1 rete. Rientrato a Genoa, vi resta per una sola stagione, per poi essere acquistato dalla Cremonese, facendovi ritorno.

#### Ritorno a Cremona e Piacenza
Esordisce in campionato il 12 settembre 2004 in Cremonese-Pistoiese (2-1), giocando titolare. Realizza il suo primo goal il 26 marzo 2005 contro il Como.
Al termine della stagione i lombardi vengono promossi in Serie B. Rimasto con i grigiorossi, fa il suo esordio in campionato alla prima giornata contro il Brescia, giocando titolare. Chiude la stagione con 36 presenze, tutte da titolare, non riuscendo ad evitare la retrocessione in Serie C1 dei grigiorossi.
Il 30 agosto 2006 passa in comproprietà al Piacenza, in Serie B. Esordisce con i papaveri il 16 settembre in Piacenza-Napoli (2-1), giocando titolare. Chiude la stagione con 12 presenze. Il 19 giugno 2007 la comproprietà viene risolta a favore del Piacenza. Resta con gli emiliani anche per le tre seguenti stagioni.

#### Grosseto
Il 6 luglio 2010 passa a parametro zero al Grosseto, firmando un biennale. Esordisce con i maremmani il 18 settembre 2010 contro il Piacenza, giocando titolare. L'8 febbraio 2011 viene operato al tendine, chiudendo anzitempo la stagione, con 16 presenze.
Rientra in campo il 21 agosto 2011 in Parma-Grosseto (4-1), partita valida per il secondo turno di Coppa Italia, giocando titolare. Esordisce in campionato il 5 ottobre nella trasferta persa contro il Torino, realizzando l'autorete che decide il match in favore dei granata. Chiude la stagione con 9 presenze.
L'anno successivo parte inizialmente come titolare, risultando, nella prima parte di stagione, il più continuo per rendimento nella retroguardia biancorossa. Nel girone di ritorno invece, complice diverse ricadute, scende in campo in sole 4 occasioni, terminando l'annata, conclusa con la retrocessione dei toscani, con 18 presenze. Il 30 giugno 2013 scade il suo contratto con il Grosseto, rimanendo svincolato.

#### Virtus Vecomp
Il 4 gennaio 2014 viene messo sotto contratto dalla Virtus Vecomp Verona, squadra militante in Lega Pro Seconda Divisione. All'esordio con la nuova squadra è costretto ad uscire dopo un quarto d'ora a causa di un problema muscolare.

### Nazionale
Ha disputato quattro partite con l'Under-18 ai tempi in cui ha militato nel Genoa.

## Statistiche

### Presenze e reti nei club
| Stagione           | Squadra              | Campionato         | Campionato | Campionato | Coppe nazionali | Coppe nazionali | Coppe nazionali | Coppe continentali | Coppe continentali | Coppe continentali | Altre coppe | Altre coppe | Altre coppe | Totale | Totale |
| Stagione           | Squadra              | Comp               | Pres       | Reti       | Comp            | Pres            | Reti            | Comp               | Pres               | Reti               | Comp        | Pres        | Reti        | Pres   | Reti   |
| ------------------ | -------------------- | ------------------ | ---------- | ---------- | --------------- | --------------- | --------------- | ------------------ | ------------------ | ------------------ | ----------- | ----------- | ----------- | ------ | ------ |
| 1998-1999          | Genoa                | B                  | 0          | 0          | CI              | 0               | 0               | -                  | -                  | -                  | -           | -           | -           | 0      | 0      |
| 1999-2000          | Genoa                | B                  | 1          | 0          | CI              | 0               | 0               | -                  | -                  | -                  | -           | -           | -           | 1      | 0      |
| 2000-2001          | Genoa                | B                  | 2          | 0          | CI              | 1               | 0               | -                  | -                  | -                  | -           | -           | -           | 3      | 0      |
| 2001-2002          | Genoa                | B                  | 5          | 0          | CI              | 3               | 0               | -                  | -                  | -                  | -           | -           | -           | 8      | 0      |
| 2002-2003          | Cremonese            | C2                 | 21         | 1          | CI-C            | 0               | 0               | -                  | -                  | -                  | -           | -           | -           | 21     | 1      |
| 2003-2004          | Genoa                | B                  | 1          | 0          | CI              | 0               | 0               | -                  | -                  | -                  | -           | -           | -           | 1      | 0      |
| Totale Genoa       | Totale Genoa         | Totale Genoa       | 9          | 0          |                 | 4               | 0               |                    | -                  | -                  |             | -           | -           | 13     | 0      |
| 2004-2005          | Cremonese            | C1                 | 21         | 1          | CI-C            | 2               | 0               | -                  | -                  | -                  | SL-C1       | 0           | 0           | 23     | 1      |
| 2005-2006          | Cremonese            | B                  | 36         | 0          | CI              | 1               | 0               | -                  | -                  | -                  | -           | -           | -           | 37     | 0      |
| ago. 2006          | Cremonese            | C1                 | -          | -          | CI+CI-C         | 2+0             | 0               | -                  | -                  | -                  | -           | -           | -           | 2      | 0      |
| Totale Cremonese   | Totale Cremonese     | Totale Cremonese   | 81         | 2          |                 | 4               | 0               |                    | -                  | -                  |             | 0           | 0           | 85     | 2      |
| ago. 2006-2007     | Piacenza             | B                  | 12         | 0          | CI              | -               | -               | -                  | -                  | -                  | -           | -           | -           | 12     | 0      |
| 2007-2008          | Piacenza             | B                  | 14         | 0          | CI              | 0               | 0               | -                  | -                  | -                  | -           | -           | -           | 14     | 0      |
| 2008-2009          | Piacenza             | B                  | 25         | 0          | CI              | 2               | 0               | -                  | -                  | -                  | -           | -           | -           | 27     | 0      |
| 2009-2010          | Piacenza             | B                  | 28         | 0          | CI              | 1               | 0               | -                  | -                  | -                  | -           | -           | -           | 29     | 0      |
| Totale Piacenza    | Totale Piacenza      | Totale Piacenza    | 79         | 0          |                 | 3               | 0               |                    | -                  | -                  |             | -           | -           | 82     | 0      |
| 2010-2011          | Grosseto             | B                  | 15         | 0          | CI              | 1               | 0               | -                  | -                  | -                  | -           | -           | -           | 16     | 0      |
| 2011-2012          | Grosseto             | B                  | 9          | 0          | CI              | 1               | 0               | -                  | -                  | -                  | -           | -           | -           | 10     | 0      |
| 2012-2013          | Grosseto             | B                  | 18         | 0          | CI              | 0               | 0               | -                  | -                  | -                  | -           | -           | -           | 18     | 0      |
| Totale Grosseto    | Totale Grosseto      | Totale Grosseto    | 42         | 0          |                 | 2               | 0               |                    | -                  | -                  |             | -           | -           | 44     | 0      |
| gen.-giu. 2014     | V. Vecomp Verona     | 2D                 | 1          | 0          | CI-LP           | -               | -               | -                  | -                  | -                  | -           | -           | -           | 1      | 0      |
| 2014-2015          | Villafranca Veronese | D                  | 10         | 0          | CI-D            | 0               | 0               | -                  | -                  | -                  | -           | -           | -           | 10     | 0      |
| 2015-2016          | Villafranca Veronese | D                  | 16         | 0          | CI-D            | 0               | 0               | -                  | -                  | -                  | -           | -           | -           | 16     | 0      |
| Totale Villafranca | Totale Villafranca   | Totale Villafranca | 26         | 0          |                 | 0               | 0               |                    | -                  | -                  |             | -           | -           | 26     | 0      |
| Totale carriera    | Totale carriera      | Totale carriera    | 237        | 2          |                 | 13              | 0               |                    | -                  | -                  |             | 0           | 0           | 250    | 2      |

## Palmarès
- Campionato italiano Serie C1: 1

Cremonese: 2004-2005